# George Deukmejian
George Deukmejian, właśc. Courken George Deukmejian Jr. (ur. 6 czerwca 1928 w Menands w stanie Nowy Jork, zm. 8 maja 2018 w Long Beach w stanie Kalifornia) – amerykański polityk, syn ormiańskich imigrantów ze wschodniej Turcji, 35. gubernator stanu Kalifornia w latach 1983–1991.